# Monkey Melodies
Pour plus de détails, voir Fiche technique et Distribution.
Monkey Melodies est un court métrage d'animation américain de la série des Silly Symphonies réalisé par Burt Gillett, pour Columbia Pictures, sorti le 10 août 1930.

## Synopsis
Des singes dansent et chantent dans la jungle mais des crocodiles sont prêts à les manger.

## Fiche technique
- Titre original : Monkey Melodies
- Série : Silly Symphonies
- Réalisateur : Burt Gillett
- Animateur[1] : Dave Hand, Jack King, Norman Ferguson, Dick Lundy, Ben Sharpsteen, Les Clark, Wilfred Jackson, Tom Palmer, Johnny Cannon
- Décors : Carlos Manriquez, Emil Flohri
- Producteur : Walt Disney
- Société de production : Walt Disney Productions
- Distributeur : Columbia Pictures
- Date de sortie : 10 août[2] ou 26 septembre[3] 1930
- Autres dates[1] :
  - Annoncée : 10 août 1930
  - Dépôt de copyright : 24 septembre 1930
  - Première à New York : 26 septembre au 1er octobre 1930 au George M. Cohan en première partie de Young Woodley de Thomas Bentley
- Format d'image : Noir et Blanc
- Musique : Bert Lewis[1]
  - Extrait de Ada Daba Honeymoon (1914) de Walter Donovan
  - Extrait de At a Georgia Camp Meeting (1897) de Kerry Mills
  - Extrait de Down in the Jungletown (1908) de Theodore Morse
  - Extrait de Narcissus de Water Scenes (1891) d'Ethelbert Nevin
  - Extrait de Shadowland (1914) de Lawrence Gilbert
- Son : Mono
- Durée : 6 min 56 s
- Langue : (en)
- Pays de production :  États-Unis

## Commentaires
Steven Watts mentionne le film comme faisant partie des premiers sujets des Silly Symphonies.